# Kernkraftwerk Humboldt Bay
Das abgeschaltete Kernkraftwerk Humboldt Bay befindet sich in der Nähe von Eureka, Kalifornien. Die Anlage verfügt über einen Siedewasserreaktor. Der Eigentümer und Betreiber ist Pacific Gas & Electric Corporation.

## Reaktor
Der Reaktor ist ein Siedewasserreaktor mit einer elektrischen Nettoleistung von 63 MWe und einer Bruttoleistung von 65 MWe. 

## Geschichte
Der Baubeginn war am 1. November 1960, er wurde am 18. April 1963 erstmals mit dem Stromnetz synchronisiert und ging am 1. August 1963 in den kommerziellen Leistungsbetrieb. 
Das Kernkraftwerk Humboldt Bay wurde 1976 unter anderem deshalb abgeschaltet, weil „Seismologen feststellten, dass es praktisch auf der "Little Salmon earthquake fault" gebaut war. Seine Konstruktion war nicht annähernd stark genug, um gegen mögliche Erschütterungen nachgerüstet zu werden, und wenn ein Erdbeben einen kritischen Teil des Kraftwerks aufbrechen würde, hätte das katastrophale Folgen haben können.“
Die endgültige Abschaltung erfolgte am 2. Juli 1976.

## Daten der Reaktorblöcke
Das Kernkraftwerk Humboldt Bay hat einen Block:
| Reaktorblock | Reaktortyp         | Netto- leistung | Brutto- leistung | Baubeginn  | Netzsyn- chronisation | Kommer- zieller Betrieb | Abschal- tung |
| ------------ | ------------------ | --------------- | ---------------- | ---------- | --------------------- | ----------------------- | ------------- |
| Humboldt Bay | Siedewasserreaktor | 63 MW           | 65 MW            | 01.11.1960 | 18.04.1963            | 01.08.1963              | 02.07.1976    |